# Хуго VIII фон Верденберг-Хайлигенберг-Райнек
Хуго VIII фон Верденберг-Хайлигенберг-Рейнек (на немски: Hugo VIII Graf von Werdenberg-Heiligenberg-Rheineck; † 14 юли/15 декември 1428) е граф на Верденберг-Хайлигенберг-Рейнек в кантон Санкт Гален в Швейцария.

## Произход и наследство
Той е син на граф Хайнрих IV фон Верденберг-Хайлигенберг-Райнек († 1392/1393) и съпругата му Анна фон Монфор-Тостерс († сл. 22 април 1379), дъщеря на граф Хуго VI фон Монфор-Фелдкирх († 1359) и втората му съпруга Берта фон Кирхберг († 1371). Внук е на граф Албрехт II (III) фон Верденберг-Хайлигенберг († 1371/1373) и втората му съпруга Агнес фон Нюрнберг († 1364).
Брат е на Рудолф II фон Верденберг-Райнек († 1419/1421), Хайнрих X (IV) фон Верденберг-Хайлигенберг-Рейнек († ок. 1401), Берта (Анна) фон Верденберг-Хайлигенберг-Райнек († сл. 1375/1436), омъжена за рицар Петер II фон Хевен-Хоентринс († 1409/1414), и на Анна фон Верденберг († сл. 1424).
Австрийският херцог Леополд IV Хабсбург напада 1393 г. двамата братя Рудолф II и Хуго VIII фон Верденберг-Хайлигенберг-Рейнек. Хуго и брат му Рудолф II умират бездетни и така линията Верденберг-Хайлигенберг изчезва.

## Фамилия
Хуго VIII фон Верденберг-Хайлигенберг-Рейнек се жени на 16 януари 1381 г. за Агнес фон Абенсберг († 15 юли 1468), дъщеря на Йохан II фон Абенсберг († 21 юни 1397) и Агнес фон Лихтенщайн-Мурау († 23 юни 1397). Те нямат деца.